# Educația în Austria

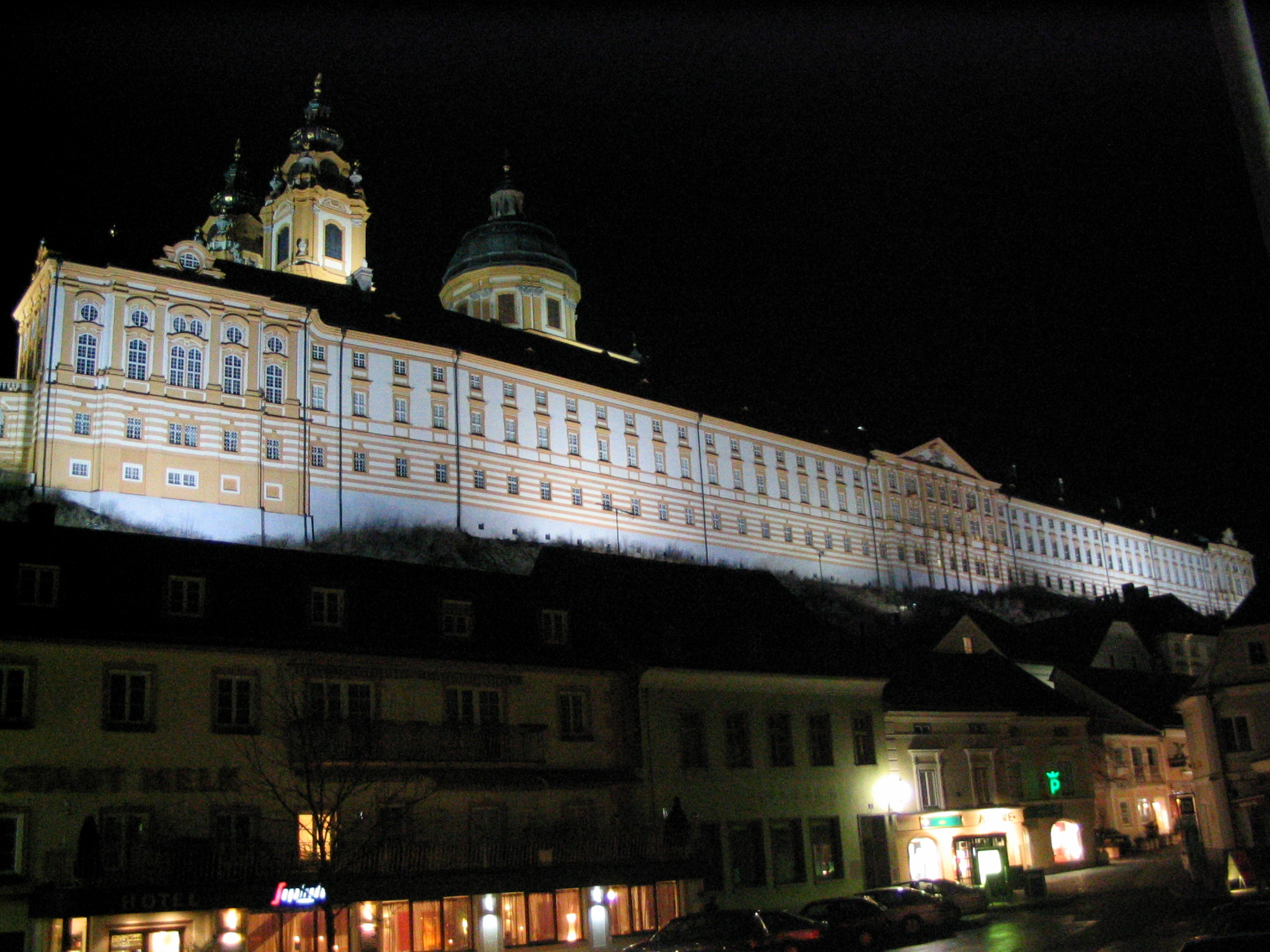
, cea mai veche școală austriacă

Republica Austria are un sistem școlar public și gratuit, iar nouă ani de educație sunt obligatorii. Școlile oferă o serie de filiere vocațional-tehnice și de pregătire universitară care implică între unul și patru ani suplimentari de educație peste nivelul minim obligatoriu. Temeiul juridic pentru învățământul primar și secundar din Austria este Legea școlară din 1962. Ministerul Federal al Educației este responsabil cu finanțarea și supravegherea învățământului primar, secundar și, din 2000, și terțiar. Învățământul primar și secundar este administrat la nivel de stat de către autoritățile din statele respective.
Legislația federală a jucat un rol proeminent în sistemul educațional, iar legile care se referă la educație au de fapt un statut constituțional de facto deoarece, la fel ca legea constituțională austriacă, acestea pot fi adoptate sau modificate numai cu o majoritate de două treimi în parlament.

## Educație generală
În Austria, este obligatoriu ca elevii să urmeze nouă ani de școală. După patru ani de școală primară (Volksschule) și patru ani de școală pentru învățământul secundar inferior (Mittelschule) sau gimnaziu (Gymnasium), elevii care doresc să urmeze o ucenicie și nu doresc să obțină o diplomă trebuie să meargă timp de un an la un institut politehnic (Polytechnische Schule). După ce au găsit un post de ucenic, trebuie să urmeze cursurile unei școli profesionale (Berufsschule) timp de trei ani: acest lucru se poate face fie în sistem „block release” (5 zile pe săptămână timp de aproximativ patru luni), fie în sistem „day release” (o dată pe săptămână, în aceeași perioadă de timp ca la o școală normală). În zilele în care sunteți la școală nu trebuie să mergeți la serviciu. La sfârșitul acestor trei ani, trebuie să susțină un examen, examenul final de ucenicie (Lehrabschlussprüfung).
Elevii care doresc să obțină o diplomă trebuie să parcurgă patru până la cinci ani la o instituție de învățământ superior (Höhere Schule) sau la o școală profesională cu calificare de admitere în învățământul superior (Berufsbildende Höhere Schule). Majoritatea acestor școli necesită un examen de admitere sau cer note mari pe ultimul certificat de studii. Examenul final pentru oricare dintre aceste instituții de învățământ superior este matriculation (Matura). După aceasta, sunteți liber să mergeți la universitate, deși unele materii pot necesita examene suplimentare (de exemplu, medicina).

## Școli private
Școlile private care oferă învățământ primar și secundar și o anumită formare a cadrelor didactice sunt conduse în principal, dar în niciun caz exclusiv, de Biserica Romano-Catolică și reprezintă aproximativ 10% din cele 6.800 de școli și 120.000 de profesori. Școlile romano-catolice au reputația de a fi mai disciplinate și mai riguroase decât instituțiile publice, iar unele sunt considerate instituții de elită. Deoarece nu există o tradiție a învățământului universitar privat în Austria, statul deține un monopol virtual asupra învățământului superior. Acest lucru s-a schimbat încet în ultimii ani, pe măsură ce universitățile private au devenit mai frecvente.

## Istoric
Înainte de 1774, educația în Austria era o sarcină a Bisericii Catolice. Sub domnia monarhilor habsburgi Maria Tereza și Iosif al II-lea, preoții și-au asumat rolul de educatori și, în cele din urmă, au fost considerați funcționari publici în temeiul legii. Sarcinile preoților de parohie includeau promovarea concepțiilor religioase moderne de toleranță, moralitate și etică, agricultură, igienă, îmbunătățiri medicale, virtuți civice și supunere față de stat. De exemplu, în 1804, preoții erau obligați să predice despre efectele benefice ale vaccinărilor. În încercarea de a controla învățăturile preoților de parohie, în 4 februarie 1783, statul a interzis să se vorbească împotriva legilor, regulamentelor și controverselor doctrinare inutile ale statului. În plus, predicile trebuiau să îmbunătățească inimile cetățenilor prin însămânțarea și promovarea virtuții. În ciuda faptului că învățăturile preoților aveau reglementări impuse de stat, acest nou rol a fost important pentru a ajunge la o populație mai diversă.
Învățământul primar obligatoriu a fost introdus de împărăteasa Maria Tereza a Austriei (1740-1780), care a impus în 1774 ca toți copiii de ambele sexe cu vârste cuprinse între șase și doisprezece ani să meargă la școală. Deși această politică de frecventare a școlii nu a fost aplicată cu strictețe, ea a stabilit precedentul la nivel de stat conform căruia toți copiii trebuiau să meargă la școală. Pentru a realiza acest lucru, reglementările Mariei Tereza impuneau existența școlilor în toate zonele — chiar și în cele rurale, care trebuiau să aibă o școală primară cu una sau două clase (cunoscută sub numele de Volksschule⁠(d)). În plus, manualele au fost unificate, iar formarea profesorilor a fost reglementată. Deși aceste reforme au transferat într-o oarecare măsură autoritatea educațională de la biserică la stat, educația religioasă și morală era încă o parte importantă a programei; în această perioadă, în școli se predau, de asemenea, cititul, scrisul și aritmetica.
Chiar dacă școlarizarea a devenit obligatorie atât pentru fete, cât și pentru băieți pentru o perioadă de șase ani, fetelor nu li s-a permis să urmeze școli profesionale sau secundare. Datorită acestei evoluții, rata de alfabetizare din Austria a devenit una dintre cele mai ridicate din Imperiul Habsburgic la începutul secolului al XIX-lea. Prima școală secundară pentru fete a fost deschisă în 1868, în timp ce primul gimnaziu pentru fete a fost înființat în 1892. Din 1872, fetelor li s-a permis, de asemenea, să absolve liceul, dar au rămas excluse din universități. Femeile au fost admise la Facultatea de Filozofie în 1897. În 1900, au fost admise și la Facultatea de Medicină. În 1919, femeile au fost admise la Facultatea de Drept, în 1923 la Facultatea de Teologie Protestantă și în 1946 la Facultatea de Teologie Catolică. În 1910, fetele au fost admise la gimnaziile pentru băieți, dar nu li s-a permis nici să participe activ la cursuri, nici să ia parte la examene.
Istoria sistemului de învățământ austriac de după cel de-Al Doilea Război Mondial poate fi caracterizată ca o încercare de a transforma învățământul superior dintr-un drept tradițional al claselor sociale superioare într-un acces mai egal pentru toate clasele sociale. Înainte de Legea școlară din 1962, Austria avea un sistem de învățământ cu „două căi”. După patru ani de învățământ primar obligatoriu, de la vârsta de șase la zece ani, în școala primară sau Volksschule⁠(d) (pl., Volksschulen), copiii și părinții acestora trebuiau să aleagă între nivelul secundar obligatoriu pentru copiii cu vârste cuprinse între unsprezece și paisprezece ani, numit școală gimnazială sau Hauptschule⁠(d) (pl., Hauptschulen), sau primii patru ani din cei opt ani de pregătire universitară la școlile superioare de învățământ general (Allgemeinbildende Höhere Schulen sau AHS). Un AHS, cunoscut și sub numele de gimnaziu, este o instituție care oferă diferite domenii de specializare și care acordă diploma (Reifeprüfung sau Matura⁠(d)) necesară pentru a intra la universitate. (Altele decât Berufsbildende Höhere Schulen, care permite, de asemenea, accesul la universitate, acestea nu oferă absolvenților nicio competență specifică imediat utilă pe piața muncii, ci se concentrează pe educația generală în domeniul umanist, științific și lingvistic).
Înainte de reforma din 1962, marea majoritate a copiilor, mai mult de 90%, frecventau obligatoriu Hauptschule, unde erau împărțiți, în funcție de performanțele lor din școala primară, în două grupuri: un „grup A”, care era direcționat către școli de formare profesională și tehnică de doi până la patru ani după absolvirea Hauptschule; și un „grup B”, care trebuia să finalizeze încă un an de învățământ obligatoriu înainte de a intra în programe de ucenicie sau în forța de muncă. Restul absolvenților de școală primară — mai puțin de 10% — s-au înscris la AHS la vârsta de unsprezece ani. Copiii care frecventau aceste școli universitare trebuiau, de asemenea, să aleagă un anumit program de studii.
Rigiditatea sistemului dualist impunea ca cea mai importantă decizie educațională din viața unui copil — cu toate implicațiile sale pentru viitor — să fie luată la vârsta de zece ani. Decizia depindea în mare măsură de mediul, veniturile și statutul social al părinților. Copiii proveniți din mediul agricol sau ai căror părinți proveneau din clasa muncitoare urbană frecventau, în general, Volkschule și Hauptschule și apoi intrau în câmpul muncii. Copiii proveniți din clase medii inferioare urmau frecvent o formare vocațional-tehnică după Hauptschule, în timp ce copiii din clasele medii superioare și superioare, în special băieții, frecventau AHS, care le permitea accesul la învățământul universitar.
Procesul de selecție timpurie a însemnat că copiii celui mai mare segment al populației, fermierii și muncitorii, au fost extrem de slab reprezentați în școlile superioare și universități, în timp ce copiii unui segment relativ mic al populației, cei care au urmat școlile superioare sau universitățile, au fost suprareprezentați. În consecință, sistemul de învățământ tinde să reproducă sau să consolideze structurile sociale tradiționale, în loc să fie un vector de oportunități sau de mobilitate socială.
Legea din 1962 și modificările ulterioare impun ca toate școlile finanțate de stat să fie deschise copiilor indiferent de naștere, sex, rasă, statut, clasă, limbă sau religie. Legea încearcă, de asemenea, să introducă mai multă flexibilitate în sistemul tradițional cu două filiere și să ofere elevilor un grad mai mare de libertate în cadrul acestuia. Astfel, deciziile privind educația (și, prin urmare, cariera) pot fi luate la o vârstă mai înaintată. Deși sistemul școlar primar și secundar continuă să se bazeze în mod fundamental pe ideea de două filiere, după o serie de reforme în anii 1970 și 1980, elevii cu vârste cuprinse între zece și paisprezece ani nu mai sunt repartizați în grupele A și B în Hauptschule. Absolvenții acestui tip de școală au, de asemenea, posibilitatea de a trece în anumite ramuri ale filierei AHS la vârsta de paisprezece ani sau de a frecventa o serie de „școli profesionale și tehnice superioare” (Berufsbildende Höhere Schulen și Höhere Technische Lehranstalten⁠(d)), care au programe de cinci ani de specializare în diferite ramuri ale tehnologiei (HTL = Höhere Technische Lehranstalt) și ale afacerilor și comerțului (HAK = Handelsakademie). În afară de Berufsbildende Mittlere Schulen, școli mai puțin prestigioase, cu o durată de trei ani, aceste școli permit absolvenților să meargă la universitate.
Schimbările în modelele de înscriere reflectă aceste schimbări în sistemul școlar. La mijlocul anilor 1960, mai puțin de 10% dintre toți elevii terminau cursurile de pregătire universitară AHS, iar peste 66% dintre aceștia erau bărbați. La începutul anilor 1990, mai mult de 30 % dintre toți elevii terminau cursurile AHS și puțin peste 50 % dintre aceștia erau femei. În plus, a fost dezvoltată o a doua cale educațională care permitea înscrierea la universitate a unor studenți care nu dețineau o diplomă de absolvire a cursurilor AHS universitare.
Ca regulă generală, calitatea învățământului Hauptschule este ridicată, în special în zonele rurale și în comunitățile mici, unde școlile și-au păstrat importanța socială tradițională și unde frecventarea unui AHS implică naveta pe distanțe considerabile sau, pentru locuitorii din zonele mai îndepărtate, internatul. În centrele urbane cu o gamă completă de oportunități educaționale, Hauptschule a devenit mai puțin populară, iar părinții care nu și-ar fi înscris neapărat copiii într-un AHS în urmă cu câțiva ani au început să o facă. Creșterea numărului de înscrieri a supraîncărcat AHS și a creat un deficit de elevi la Hauptschulen și la școlile vocațional-tehnice.
În unele regiuni, această tendință a fost consolidată de numărul de copii ai lucrătorilor străini din școlile obligatorii. În 1991, de exemplu, aproape 30% din toți copiii de vârstă școlară din Viena erau copii ai lucrătorilor născuți în străinătate, a căror limbă maternă nu era germana. În unele cartiere ale orașului, numărul acestor copii depășea 70%. Deși copiii lucrătorilor străini pe termen lung vorbesc frecvent bine germana, numărul de clase în care sunt suprareprezentați elevii cu o stăpânire inadecvată a limbii germane a supraîncărcat sistemul Hauptschule și l-a transformat într-o alternativă mai puțin de dorit decât era în trecut. Prin urmare, se dezvoltă programe speciale de recuperare și interculturale, astfel încât sistemul școlar obligatoriu din Austria să poată continua să își îndeplinească rolul educațional și social.
SPÖ a continuat să facă presiuni pentru reforme suplimentare ale sistemului școlar. Acesta a pledat pentru abolirea sistemului cu două filiere pentru copiii cu vârste cuprinse între 10 și 14 ani și pentru combinarea Hauptschule și a primilor patru ani de AHS într-o nouă școală gimnazială cuprinzătoare. Cu toate acestea, începând din 2007, această alternativă a fost limitată la câteva școli experimentale. Alte partide politice, în special Partidul Popular Austriac, rămân ferm în favoarea sistemului actual, susținând că o școală gimnazială cuprinzătoare nu ar putea ține seama de diferitele niveluri de capacitate și talent. Aceștia se tem de o „înjosire” generală a învățământului secundar. Din cauza naturii speciale a legilor educației din Austria (este necesară o majoritate de două treimi, a se vedea mai sus), este necesar un consens multipartit pentru a schimba status quo-ul.

## Matura
Termenul oficial pentru Matura⁠(d) în Austria este Reifeprüfung. Documentul primit după finalizarea cu succes a examenelor scrise și orale se numește Maturazeugnis.
În gimnaziu (AHS = Allgemeinbildende Höhere Schule), care, spre deosebire de școlile profesionale, se concentrează pe educația generală, maturitatea constă în 3-4 examene scrise (denumite Schriftliche Arbeit, de 4-5 ore fiecare) care se susțin în dimineți consecutive (de obicei în luna mai) și 2-3 examene orale care se susțin în aceeași jumătate de zi aproximativ o lună mai târziu (de obicei în iunie). Toate examenele au loc la ultima școală frecventată de candidat. Candidații trebuie să redacteze o lucrare științifică (denumită Vorwissenschaftliche Arbeit) care să fie prezentată la începutul lunii februarie. Această lucrare trebuie, de asemenea, să fie susținută în cadrul unui examen oral.
Școlile profesionale axate fie pe afaceri și economie, fie pe materii tehnice, cum ar fi academiile comerciale (HAK = „Handelsakademie”) și politehnice (HTL = „ Höhere Technische Lehranstalt⁠(d)”), se încheie, de asemenea, cu examenul de maturitate, dar durează cinci ani, spre deosebire de Oberstufe (etapa superioară) de patru ani a gimnaziului. În școlile profesionale, toți elevii aleg un Ausbildungsschwerpunkt, care constituie apoi punctul central al școlarizării lor și este o materie obligatorie la examenele Matura.
Sistemul de notare este cel utilizat în mod universal în școlile austriece: 1 (sehr gut) este excelent; 2 (gut) este bun; 3 (befriedigend) este satisfăcător; 4 (genügend) este suficient și 5 (nicht genügend) înseamnă că ați picat. În plus, Maturazeugnis-ul unui candidat conține o evaluare generală formalizată: „mit ausgezeichnetem Erfolg bestanden” (admis cu distincție: o medie de 1,5 sau mai mare, nicio notă sub 3), „mit gutem Erfolg bestanden” (admis cu merit: o medie de 2,0 sau mai mare, nicio notă sub 3), „bestanden” (admis: nicio notă sub 4); și nicht bestanden (respins: cel puțin o notă 5). Candidații care au picat pot susține din nou examenele în septembrie/octombrie sau februarie/martie din anul școlar următor.
Disciplinele obligatorii pentru examenele finale scrise sunt germana și matematica, precum și o limbă străină modernă (de obicei engleză, franceză, spaniolă sau italiană).
Din 2015 este centralizat, ceea ce a stârnit numeroase critici. Există un singur examinator extern: Candidații sunt însărcinați cu probele finale orale de către proprii (foști) profesori. Formal, însă, există o comisie de examinare formată din profesorii/examinatorii candidatului, directorul/directoarea școlii și un Vorsitzende(r) (șef), de obicei un înalt funcționar școlar sau directorul unei alte școli. Toate examenele orale sunt publice, dar participarea altor persoane în afară de foștii colegi de școală ai candidatului nu este încurajată și este chiar rară.
Desigur, austriecii din toate grupele de vârstă pot susține examenul de maturitate. Adulții începând cu vârsta de 20 de ani sunt de obicei îndrumați în instituții private de educație a adulților înainte de a susține testele finale, organizate separat în fața unei comisii de examinare regionale.
Criticile la adresa sistemului austriac Matura au fost persistente. În special, s-a susținut că sistemul actual încurajează învățarea mecanică (a se vedea, de asemenea, reforma educației), împiedică creativitatea elevilor și ascunde faptul că ansamblul de cunoștințe este în continuă schimbare. Au fost propuse diverse forme de evaluare alternativă, în special portofoliul, precum și munca în echipă și evaluarea colegială, inclusiv în situații de examen.
În ficțiune, romanul lui Friedrich Torberg⁠(d) Der Schüler Gerber (1930), despre un candidat la maturitate împins la sinucidere în ziua examenului oral de către crudul său profesor de matematică, a devenit un clasic.

## Tehnologia educației în învățământul austriac
Sistemul educațional austriac definește tehnologia educațională ca fiind „utilizarea tehnologiei pentru îmbunătățirea educației. Este un proces sistematic, iterativ de concepere a instruirii sau formării utilizate pentru a îmbunătăți performanța”.
Altă definiție: „Tehnologia educațională este încorporarea internetului și a altor tehnologii informaționale în experiența de învățare”.

## Învățământ superior

### Universități
Legea generală privind învățământul universitar din 1966 și Legea privind organizarea universitară din 1975 oferă cadrul juridic pentru învățământul terțiar, iar Ministerul Federal pentru Știință și Cercetare finanțează și supraveghează învățământul la nivel universitar. Cele 23 de universități publice și 13 universități private din Austria se bucură de un grad ridicat de autonomie și oferă o gamă completă de programe universitare. Înființată în 1365, Universitatea din Viena este cea mai veche și cea mai mare universitate din Austria.
Ca urmare a reformelor din anii 1960, sistemul universitar s-a transformat dintr-unul care deservește elita într-unul care deservește masele. Numărul tot mai mare de studenți din universitățile austriece reflectă liberalizarea politicii educaționale la nivel secundar și superior. Între anii universitari 1955–56 și 1991–92, numărul de studenți înscriși în instituțiile de învățământ superior a crescut de la aproximativ 19.000 la peste 200.000. Numărul studenților care încep învățământul universitar după finalizarea programului AHS a crescut, de asemenea, și s-a ridicat la 85% în 1990, comparativ cu 60% la mijlocul anilor 1960.
În mod tradițional, studenții erau liberi să se înscrie la orice universitate (publică) și în orice domeniu doreau. Este chiar posibil să se înscrie concomitent în mai multe domenii (ceea ce fac adesea studenții talentați pentru a-și semnala abilitățile pe piața muncii). Recent, au fost introduse restricții într-o serie de domenii. În prezent, materiile afectate sunt: Biologie, Medicină umană, Stomatologie, Medicină veterinară, Farmacologie, Psihologie, Jurnalism și Științe economice.
Reformele au însemnat, de asemenea, că educația universitară a încetat să mai fie un privilegiu al bărbaților. Între anii universitari 1960-61 și 1991-92, proporția studenților de sex feminin înscriși la universități a crescut de la 23 la 44%. Cu toate acestea, deși femeile reprezintă aproape jumătate din studenții de la nivel universitar, doar 2% din profesorii din instituțiile de învățământ superior erau femei în 1990.
În ciuda creșterii numărului de studenți universitari și a prezenței mai mari a femeilor, universitățile rămân în principal domeniul grupurilor cu venituri medii și superioare. Proporția studenților proveniți din clasa muncitoare s-a dublat de la 7 la 14%, iar numărul celor proveniți din mediul agricol a crescut de la mai puțin de 2% la mai mult de 4% între 1960 și 1990. Cu toate acestea, copiii lucrătorilor cu gulere albe, ai funcționarilor publici și ai lucrătorilor independenți reprezentau mai mult de 80% din înscrierile la instituțiile austriece de învățământ superior la începutul anilor 1990.
Sistemul universitar al țării a fost gratuit până în 2001; de atunci, studiile au fost supuse unor taxe (366 EUR pe trimestru pentru cetățenii austrieci, aproximativ 700 EUR pe trimestru pentru cei care nu sunt austrieci). Cu toate acestea, în 2008, guvernul a decis să elimine taxele pentru studenții care își finalizează studiile în timpul minim și sunt cetățeni UE/SEE, dar nu și pentru ceilalți.
Accesibilitatea sporită la educația de nivel universitar are o serie de consecințe. Creșterea dramatică a numărului de studenți a dus la supraaglomerarea multor instituții. Unii critici susțin că numărul tot mai mare de studenți diminuează calitatea generală a educației la nivel universitar, în ciuda creșterii investițiilor federale. O problemă evidentă a fost că mai mult de 50% dintre studenții înscriși la universități în anii 1980 au abandonat studiile înainte de a obține o diplomă. Motive complexe explică această rată ridicată a abandonului. Unii studenți s-au înscris pur și simplu pentru a obține beneficii studențești; alții studiază de dragul îmbogățirii personale, fără a intenționa cu adevărat să obțină o diplomă. Unii nu își pot finaliza studiile din motive financiare. Deși o diplomă universitară oferă studenților un statut social substanțial și oportunități mai bune de obținere a unui venit, s-a înregistrat o creștere a „șomajului academic”, în special în rândul deținătorilor de diplome în domeniul științelor umaniste și sociale.

### Fachhochschulen (universități de științe aplicate) începând cu anii 1990
În anii 1990, Austria a introdus Fachhochschulen⁠(d) (Universitatea de Științe Aplicate) pe lângă universitățile tradiționale. Formarea la aceste facultăți este mai adaptată la competențele profesionale aplicabile în practică. În plus, studenților li se permite mult mai puțină libertate în alegerea cursurilor și a numărului de cursuri pe care le urmează pe parcursul unui anumit semestru, ceea ce asigură faptul că aproape toți studenții promovează în termenul prevăzut (de obicei trei ani pentru diploma de licență). În prezent (2019), există 21 de universități de studii aplicate.

### Universități private din 2001
Acreditarea universităților private a început în 2001, pe baza unei legi federale (Universitäts-Akkreditierungsgesetz). Acreditarea include dreptul de a acorda în mod legal grade academice. Akkreditierungsrat (consiliul de acreditare, ) evaluează candidații și emite recomandări către autoritatea responsabilă cu acreditarea, Ministerul Federal al Educației, Științei și Afacerilor Culturale. Acreditarea trebuie reînnoită periodic și poate fi retrasă, de exemplu, în caz de abateri academice repetate. În 2003, acreditarea Universității Internaționale din Viena a fost retrasă. În 2006, când acreditarea Universității Imadec⁠(d) a expirat, consiliul de acreditare a respins cererea de reînnoire. În prezent (2011), sunt acreditate 13 universități private (enumerate aici).

### Reformele Gehrer-Schüssel
Fostul ministru al Educației, Elisabeth Gehrer⁠(d), din guvernul Schüssel⁠(d), a adoptat în ultimii ani reforme ample ale sistemului de învățământ superior — denumite uneori reformele Gehrer-Schüssel. Începând cu anul 2003, universitățile au devenit persoane juridice independente și li s-a acordat prin lege o libertate mult mai mare de a acționa fără control ministerial. Cu toate acestea, codeterminarea profesorilor, a cadrelor didactice tinere și a studenților a fost înlocuită de un sistem mai ierarhic, cu o conducere puternică la vârf. Consiliile universitare, ai căror membri sunt în parte numiți de guvern, sunt însărcinate cu numirea managerilor superiori (Rektorat) și cu supravegherea activității acestora.
Trei universități de medicină (Viena, Graz și Innsbruck) au fost separate de almae matres, iar după parcurgerea procedurii de acreditare corespunzătoare au fost înființate alte două universități private. Profesorii nou numiți nu mai sunt angajați ai guvernului, iar universitățile ar trebui să concureze între ele.
În ciuda potențialului pe care flexibilitatea sporită îl oferă universităților, există unele probleme grave legate de reformă. În primul rând, bugetele nu au fost majorate (decât pentru a ține cont de inflație), chiar dacă este mai costisitor să angajezi profesori ca salariați privați, din cauza impozitelor și a creșterii contribuțiilor la asigurările sociale.
Universitățile nu pot selecta studenții pentru admitere și nu sunt autorizate să penalizeze studenții care abuzează de accesul liber la universitate și de libera alegere a studiilor. În 2001 au fost introduse taxe de școlarizare moderate, care ar trebui să creeze un mic stimulent pentru ca studenții să absolve mai repede.

### Grade academice
În Austria, nu există nicio instituție comparabilă cu colegiul american sau cu școala profesională americană. Studenții se înscriu într-un (sau mai multe) domeniu de studii, în care sunt așteptați să absolve după patru până la șase ani. Începând cu anii 1970, prima diplomă a fost Magister⁠(d) (= Maestru în latină, abrev. Mag.) în științe umaniste, științe economice și sociale, drept și științe naturale. Prima diplomă în inginerie și agricultură este Diplom⁠(d)-Ingenieur (abbr. Dipl.-Ing. sau DI). Recent, și în conformitate cu procesul Bologna, multe universități au început să introducă și o diplomă de licență, care vine înaintea „Magister” sau Master.
Medicina rămâne domeniul în care doctoratul este singura diplomă (după cel puțin șase ani). În majoritatea domeniilor, studenții trebuie să prezinte un Diplomarbeit, o lucrare de cercetare de aproximativ 100 de pagini în medie, dar uneori mult mai lungă. Deoarece cerințele diferă foarte mult și nu sunt întotdeauna clare, unii studenți petrec ani de zile lucrând la această teză, întârziind astfel (de obicei nu în mod deliberat) absolvirea.
Diplomele postuniversitare precum LLM și MBA⁠(d) au fost introduse începând cu anii 1990.
Cu toate acestea, odată cu procesul Bologna, Austria s-a angajat să își transforme sistemul pentru a face distincție între diplomele de licență și master (de 3 ani și, respectiv, 1-2 ani). În unele domenii, nu este încă clar cum se va face acest lucru compatibil cu cerințele tradiționale necesare pentru a intra într-o profesie reglementată.

## Dezbaterea privind reforma
Dezbaterile privind politica educațională din Austria sunt adesea rezultatul unor perspective diferite legate de punctele forte și slabe ale sistemului educațional tradițional. De exemplu, susținătorii sistemului de învățământ secundar cu două filiere îl apără ca fiind orientat spre performanță și critică nivelarea rezultatelor sau scăderea standardelor pe care le-ar implica introducerea unei singure școli medii obligatorii. În schimb, adversarii sistemului cu două filiere critică rigiditatea acestuia și absența inerentă a egalității de șanse. În consecință, în dezbaterile din domeniul educației predomină termeni bipolari precum performanță și nivelare, învățământ de elită și învățământ de masă, performanță și egalitate de șanse. În unele cazuri, austriecii cu convingeri politice și de politică educațională diferite pot aștepta prea multe lucruri diferite de la un sistem universitar. Aceștia se așteaptă ca acesta să ofere în același timp educație generală, așa cum fac sistemele universitare de stat din Statele Unite ale Americii, și performanță „Ivy League”.
Această pagină încorporează material din Austria: Divizia Federală de Cercetare pentru Studii de țară .